# Ледоколы проекта 10520
А́томные ледоколы проекта 10520 типа «Арктика» — проект серии советских атомных ледоколов. Головное судно проекта — «Арктика», стал первым в мире судном, достигшим Северного полюса в надводном плавании. Главными задачами этих ледоколов являются обслуживание Северного морского пути, а также проведение различных экспедиций в Арктику. В проекте заложена возможность быстрого переоборудования ледокола во вспомогательный крейсер. Как минимум для двух из них, «Россия» и «Советский Союз», соответствующее оснащение и оборудование частично размещено на борту АЛК, частично на складах и законсервировано.
В 1970—1990 годах было построено шесть судов этого типа: два ледокола по проекту 10520 (иногда упоминаются как проект 1052), и четыре по модифицированному проекту 10521 (тип «Россия»). По состоянию на 2023 год два ледокола, «Ямал» и «50 лет Победы», продолжают оставаться в строю.

## Строительство
Первым советским атомным ледоколом стал ледокол «Ленин», который был спущен на воду в 1957 году. При его создании был отработан ряд конструктивных решений, которые легли в основу создания ледокола проекта 10520.
При проектировании и строительстве головного ледокола советскими корабелами было найдено решение ряда серьёзных проблемных вопросов. Был создан тип ледокола, на тот момент не имевшего аналогов в мировом ледоколостроении.
При строительстве и во время эксплуатации ледоколов этого типа было задействовано свыше 350 советских предприятий, включая:
- «ОКБМ имени И. И. Африкантова» — разработка ядерного реактора ОК-900А[6];
- ПО «Маяк» — переработка ядерного топлива;
- ЦКБ «Айсберг»;
- «НИИ атомной энергии имени Курчатова».
- и другие.

## Характеристики
Наибольшая длина ледоколов — 147,9 метров, длина по конструктивной ватерлинии — 136 метров. Ширина ледокола, соответственно 30 и 28 метров. Ледоколы «Арктика» имеют четыре палубы и две платформы, судно имеют развитую пятиярусную надстройку. Особенностью ледоколов проекта 1052 для работы в высоких широтах является возможность перемещения между любыми помещениями судна без выхода на открытую палубу.
Для размещения экипажа на судне есть 155 кают, преобладающее большинство из них одноместные.

Для удобства экипажа устроены традиционная кают-компания, столовая, музыкальный и шахматный салоны, кинозал, плавательный бассейн, спортзал, библиотека, учебный класс, две финские бани, парикмахерская, фото-каюта и бытовая мастерская.
Важным моментом является медицинское обеспечение судна, для этого на ледоколе устроен специальный медицинский блок. Он включает в себя амбулаторию с физиотерапевтическим и стоматологическим отделениями, операционное отделение, рентгеновский кабинет, лаборатории, стерилизационную, изолятор и лазарет.
Корпус ледокола был выполнен из высокопрочной стали, в местах воздействия пиковых ледовых нагрузок устроен так называемый ледовый пояс, пущены дополнительные шпангоуты.
Всю энергию судно получает от атомной паропроизводящей установки, расположенной в средней части ледокола. Эта установка состоит из двух отдельных установок с ядерными реакторами водо-водяного типа ОК-900А, которые находятся в специальном отсеке.

При работе установки нахождение персонала в отсеке не требуется, для этого созданы системы, которые обеспечивают полный технологический контроль за работой АППУ.
При разработке судна одним из ключевых вопросов было обеспечение безопасности всего личного состава судна. Для решения этих вопросов был разработан комплекс конструктивных решений и технических средств контроля. Эти инструменты постоянно модернизируются и приводятся в соответствие с современными нормами.

Разработчики ледокола сконцентрировались на важнейших вопросах, связанных с безопасностью:
- раннее обнаружение микропротечек теплоносителя ядерной энергоустановки;
- контроль рабочего состояния наиболее ответственных участков контура первичного теплоносителя;
- состояние металла корпуса реактора.

Для этих целей были применены все наиболее современные способы: использованы ультразвуковые, гаммаграфические и оптические методы контроля, применялись проникающие краски, магнитные порошки и другие материалы для определения дефектов.
На момент создания ледоколов серии «Арктика» они являлись самыми мощными атомными ледоколами в мире.

Паротурбинная установка состоит из двух отдельных турбогенераторов мощностью по 37 500 лошадиных сил каждый. Эта энергия преобразуется пятью электрогенераторами мощностью по 2000 кВт каждый. Резервным источником электроэнергии является дизель-генератор мощностью 1000 кВт и два аварийных дизельных генератора мощностью по 200 кВт.
Основная часть этой энергии расходуется на перемещение судна. Движителем судна являются три четырёхлопастных гребных винта фиксированного шага. ВФШ со съёмными лопастями для атомного ледокола «Арктика» разработан в 1970 году Головным филиалом «НПО „Винт“» АО «ЦС „Звездочка“».

## Представители
| Наименование     | Изображение | Спуск на воду   | Вывод из эксплуатации                            | Примечание                         |
| ---------------- | ----------- | --------------- | ------------------------------------------------ | ---------------------------------- |
| «Арктика»        |             | 26 декабря 1972 | в августе 2008 года, в отстое с 2011 года        | На утилизации.                     |
| «Сибирь»         |             | 28 декабря 1977 | в 1992 году (из-за аварии), в отстое с 1993 года | На утилизации.                     |
| «Россия»         |             | 2 ноября 1983   | в июне 2013 года, в отстое с 2013 года           | Планируется к утилизации.          |
| «Советский Союз» |             | 31 октября 1986 | в отстое с 2010 года                             | Планируется к утилизации.          |
| «Ямал»           |             | 4 октября 1989  | в эксплуатации                                   |                                    |
| «50 лет Победы»  |             | 29 декабря 1993 | в эксплуатации                                   | Введён в строй 23 марта 2007 года. |

## Развитие проекта
Несмотря на то, что поведение судна во льдах в период с 1974 года по 1977 год было предсказуемым и успешным, в поход на Северный полюс была направлена группа специалистов. Они изучали взаимодействие корпуса судна со льдом, работу винтов, изменение работы навигационных приборов в связи с постоянными рывками от дробления льда и другие моменты в поведении судна. Результаты этих исследований были использованы при строительстве следующих ледоколов серии, в частности удалось увеличить скорость ледоколов серии с 18 до 21 узла.
Проект «Арктика» заменяется на серию атомных двухосадочных ледоколов типа ЛК-60Я. Верфь «Балтийский завод» в конце 2012 года начал постройку головного корабля серии.